# Лаврентий Хилендарски
Лаврентий Хилендарски, със светско име Лазар Баанов, е български духовник от Македония.

## Биография
Роден е около 1702 година в Банско, тогава в Османската империя, в семейството на търговеца Билю Баанов. Негови по-малки братя са Паисий Хилендарски и Хаджи Вълчо. Около 1761 година е игумен на Хилендарския манастир, като по това време неговият брат Паисий пише „История славянобългарска“. Последните сведения за Лаврентий са от 1775 година.